# Maltholm och Nötholm
Maltholm och Nötholm är en ö i Åland (Finland). Den ligger i Skärgårdshavet och i kommunen Brändö i landskapet Åland, i den sydvästra delen av landet. Ön ligger omkring 65 kilometer öster om Mariehamn och omkring 210 kilometer väster om Helsingfors.
Öns area är 69 hektar och dess största längd är 1,5 kilometer i öst-västlig riktning.